# 928

## Události
- květen – papež Lev VI. nahradil zemřelého Jana X., nepanoval však dlouho, buďto v prosinci 928, nebo v lednu 929 zemřel a byl nahrazen Štěpánem VII.

## Úmrtí
- květen – papež Jan X.
- prosinec papež Lev VI. (nebo v lednu 929)

## Hlavy států
- České knížectví – Václav I.
- Papež – Jan X. (914–928) – Lev VI. (od května do prosince nebo ledna 929) – možná i Štěpán VII. (od prosince nebo od ledna 929)
- Anglické království – Ethelstan
- Skotské království – Konstantin II. Skotský
- Východofranská říše – Jindřich I. Ptáčník
- Západofranská říše – Rudolf Burgundský
- Uherské království – Zoltán
- První bulharská říše – Petr I. Bulharský
- Byzanc – Konstantin VII. Porfyrogennetos